# Potência de Planck
A energia de Planck dividida pelo tempo de Planck é a potência de Planck, igual a aproximadamente 3,62831 × 1052 W. Esta é uma unidade impraticavelmente grande; tanto que erupções de raios gama, os fenômenos mais luminosos conhecidos, têm  emissões na ordem  de 1 × 1045 W, menos que um décimo-milionésimo da potência de Planck.
Em termos das constantes fundamentais da física, é dada por
Potência de Planck = {\displaystyle {\frac {c^{5}}{G}}}.
Afirma-se que excedendo 1/4 da potência de Planck irá se produzir um horizonte de eventos pelas consequências da relatividade geral. Esta questão é levantada por pesquisadores que tratam a energia escura como sendo uma radiação Hawking de um "horizonte de evento cósmico".
São construídas teorizações utilizando a relatividade geral sobre alternativas à moderna teoria do Big Bang, considerando que uma fonte de matéria-energia com a potência de Planck produziria o universo visível. Estas teorizações são relacionadas com a teoria alternativa em cosmologia CEQE.